# Dinastía Qutb Shahi

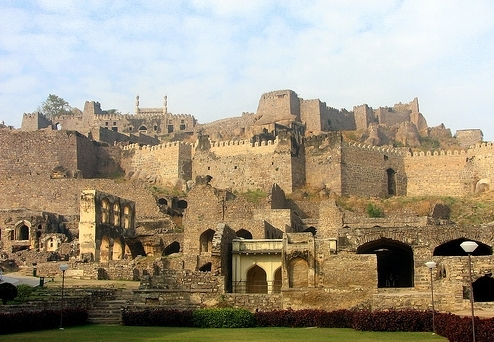
Fuerte de Golconda

La dinastía Qutb Shahi (o sultanato de Golconda) fue una dinastía en el sur de la India que surgió de la descomposición del Sultanato bahmaní.
Sus miembros fueron llamados colectivamente Qutub Shahis y eran la familia gobernante del reino de Golconda, en y cerca de los estados modernos de Andhra Pradesh y Telangana. El sultanato de Golconda estaba constantemente en conflicto con los Adil Shahis de Bijapur y con los Nizam Shahis. En 1636, Shah Jahan obligó a los Qutb Shahis a reconocer la soberanía Mogol, que duró hasta 1687 cuando el emperador mogol Aurangzeb conquistó el sultanato.

## Historia
El fundador de la dinastía, Quli Qutb-ul-Mulk, emigró a Delhi desde Irán, con su tío, Allah-Quli, algunos de sus familiares y amigos a principios del siglo XVI. Más tarde, emigró al sur, a Deccan y sirvió al sultán bahmaní, Mohammad Shah. Él conquistó Golconda, después de la desintegración del Sultanato Bahmani en los cinco sultanatos de Deccan. Poco después, declaró su independencia del sultanato de Bahmani, tomó el título de Qutub Shah y estableció la dinastía Qutb Shahi. Más tarde fue asesinado en 1543 por su hijo, Jamsheed, que asumió el sultanato. Jamsheed murió en 1550 de cáncer.  El hijo menor de Jamsheed reinó durante un año, momento en el que la nobleza trajo de nuevo e instaló a Ibrahim Quli como sultán. Durante el reinado de Muhammad Quli Qutb Shah, las relaciones entre hindúes y musulmanes se fortalecieron, incluso hasta el punto de que los hindúes reanudaron sus festivales religiosos como Diwali y Holi. Algunos hindúes se destacaron en el estado Qutb Shahi, el ejemplo más importante son los ministros Madanna y Akkanna.
Golconda y, con la construcción del Char Minar, más tarde Hyderabad, sirvieron como capitales del sultanato, y ambas ciudades fueron embellecidas por los sultanes Qutb Shahi. La dinastía gobernó Golconda durante 171 años, hasta que el emperador mogol Aurangzeb conquistó el Deccan en 1687.

## Administración
El sultanato Qutb Shahi era como los otros Sultanatos del Decán, un estado altamente centralizado. El sultán tenía poderes ejecutivos, judiciales y militares absolutos. Cuando la situación lo exigió, el puesto de regente fue creado para llevar a cabo la administración en nombre del rey.
El Peshwa (Primer Ministro) era el máximo funcionario del sultanato. Era asistido por varios ministros, entre ellos el Mir Jumla (ministro de finanzas), el Kotwal (comisionado de policía) y el Khazanadar (tesorero).

## Religión
La dinastía Qutb Shahi ha sido considerada como un "compuesto" de la cultura religión-social hindú-musulmana.